# Jubileo de diamante
Un jubileo de diamante (Diamond Jubilee en inglés) es una celebración para conmemorar el sexagésimo (60.º) aniversario de un evento (en el caso de un aniversario de bodas, la duración del reinado de un monarca, etcétera.) o el 75 aniversario de un evento en el caso de una institución (la fundación de una universidad, por ejemplo).

## Commonwealth
La reina Victoria celebró su jubileo de diamante el 22 de junio de 1897.
La reina Isabel II (reina del Reino Unido, Canadá, Australia, Nueva Zelanda, Jamaica y sus otros reinos y territorios) celebró su jubileo de diamante del 2 al 5 de junio de 2012, junto con su 86 cumpleaños.

## Japón
El reinado de sesenta años del Emperador de Japón se les llama en japonés rokujuu Go-Zai-i-nen Kinen (御 在位 60 年 记念). El emperador Hirohito celebró su jubileo de diamante el 29 de abril de 1986.

## Tailandia
Tailandia celebró el aniversario de diamante del rey Bhumibol Adulyadej en el año 2006.